# Selena Lin
Selena Lin: (en chino tradicional, 林青慧; pinyin, Lín Qīnghuì; Wade-Giles, Lin Ching-hui; 5 de abril de 1983 (41 años)) es una autora de manhua, residente en Taiwán.

## Biografía

### Premios
En 1996 ganó el concurso para nuevos talentos de la revista Tianshi.

### Estilo
Prácticamente todas las obras de Selena están pensadas y dirigidas hacia un público femenino bastante joven. Entre los 8 y los 16 años. Suele emplear todo tipo de adornos en sus dibujos para dar más énfasis a su obra. En todas ellas la protagonista siempre es una chica, de entre 14 y 16 años muy femenina, con mucho carácter y con algún que otro problema ajeno a ella pero que cambia su vida.

### Trayectoria profesional
Selena Lin ha logrado ver publicadas sus obras en bastantes idiomas y países con los que nunca pensó que podría trabajar, logrando así ser una de las autoras de cómic más internacionales y la más famosa de su país. En España sus trabajos los está publicando Filabo Ediciones en el mismo formato que la edición taiwanesa.

### Obras publicadas en España
¡Búscate la vida! (2 volúmenes)
(Título original Doughnuts in the Candy Can)
Los padres de la Zhi Shang-Guan deciden darñe un cambio de vida a su hija el día de su cumpleaños y para ello la cambian de instituto, de residencia enviándola a un poblacho y abandonando así su despreocupada vida de niña rica de ciudad, y dejándole muy poco dinero para que se apañe, mientras ellos se van de vacaciones. Su mal genio le traerá más problemas de los que ya tiene y encima tendrá que soportar a Junlei, un compañero de clase arrogante que le hace la vida imposible.
La muñeca de mis sueños (2 volúmenes)
(Título original Baby Doremy)
Kelin recibe de su padre un maravilloso regalo, una preciosa muñeca que se llama como ella, Colleen. No se separa de su nueva amiga ni a sol ni a sombra hasta que, un día, conoce a un niño en el parque al que le regala una cinta del pelo de Colleen, pero ese niño no vuelve y los años pasan.
Corazones de cristal (3 v.)
(Título original White Night Melody)
Con esta colección Selena Lin cierra una trilogía dibujada originalmente en sentido opuesto: Corazones de cristal + La muñeca de mis sueños + ¡Búscate la vida!.
En esta historia Colleen y QinPing, los muñecos de La muñeca de mis sueños cobran vida y deciden disfrutar de su nueva vida, para ello no dudarán en volver al instituto y conocer gente nueva. Al parecer sus nuevos compañeros ya los conocen de su otra vida.
Flower Ring (2 v.)
(Título original Flower Ring)
Jupan vive con su madre en un palacete anexo al Palacio Imperial. De pequeña fue prometida en matrimonio con un miembro de la familia real, Junqian, al que ahora deberá conocer, siempre bajo el estricto control de su madre. Pero la vida en Palacio con los demás cortesanos no podría ser más difícil para una niña que no tiene sangre azul y de la que no saben nada.
Dibujando sueños... El Diario de Selena (1 v.)
(Título original Crayoning Dreams. Selena's diary)
Libro autoconclusivo, mitad ilustración, mitad diario personal.
La primera mitad del libro Selena expone sus propios sentimientos personales según se siente cada día, siempre ilustrando y coloreando lo que explica con graciosos dibujos. La segunda mitad del libro cuenta la historia de una niña y un ángel, una dulce historia autoconclusiva ilustrada en blanco y negro.
Aprende a dibujar con Selena Lin (1 v.)
(Título original Selena's Comic School)
Volumen autoconclusivo. Es un manual muy completo para aprender a documentarte, dibujar, colorear, estructurar, entramar, trabajar textos y editar tu propio cómic. La propia autora te enseña a hacerlo todo, tanto a mano como por ordenador indicándote qué programas debes usar en cada caso y qué pasos debes seguir. Todos los conceptos se muestran en el mismo orden de realización de la obra. Incluye un glosario sobre el material que ella misma utiliza y un montón de trucos.

### Trabajos realizados por orden cronológico
- Corazones de cristal
- La muñeca de mis sueños
- ¡Búscate la vida!
- Dibujando sueños... El Diario de Selena
- Aprende a dibujar con Selena Lin
- Flower Ring
- Burning Moon